# Đảo Read
Đảo Read là một hòn đảo thuộc tỉnh bang British Columbia, Canada. Đảo là một phần của quần đảo Discovery, nằm giữa đảo Vancouver và bờ biển thuộc đất liền Canada, tọa lạc trong khoảng nước giữa hai eo biển Georgia và eo biển Johnstone.
Đảo Read nằm giữa đảo Quadra và đảo Cortes, nằm về phía đông nam đảo Maurelle và tây nam của quần đảo Rendezvous. Đảo Read tách rời từ đảo Quadra bởi Hoskyn Channel, từ Đảo Maurelle bởi Whiterock Channel, và từ đảo Cortes bởi Sutil Channel. Toàn đảo có khoảng 40 người cư trú.
Đảo Read được đặt tên vào khoảng 1864 bởi Daniel Pender, truyền trưởng của Beaver, đặt theo tên của thuyền trưởng William Viner Read, là người phụ tá hải quân ở Văn phòng Thủy văn Vương quốc Anh.

## Liên kết
- Read Island Provincial Park, BC Parks